# TCW Tower
La tour TCW est un gratte-ciel construit à Los Angeles en Californie.

## Galerie

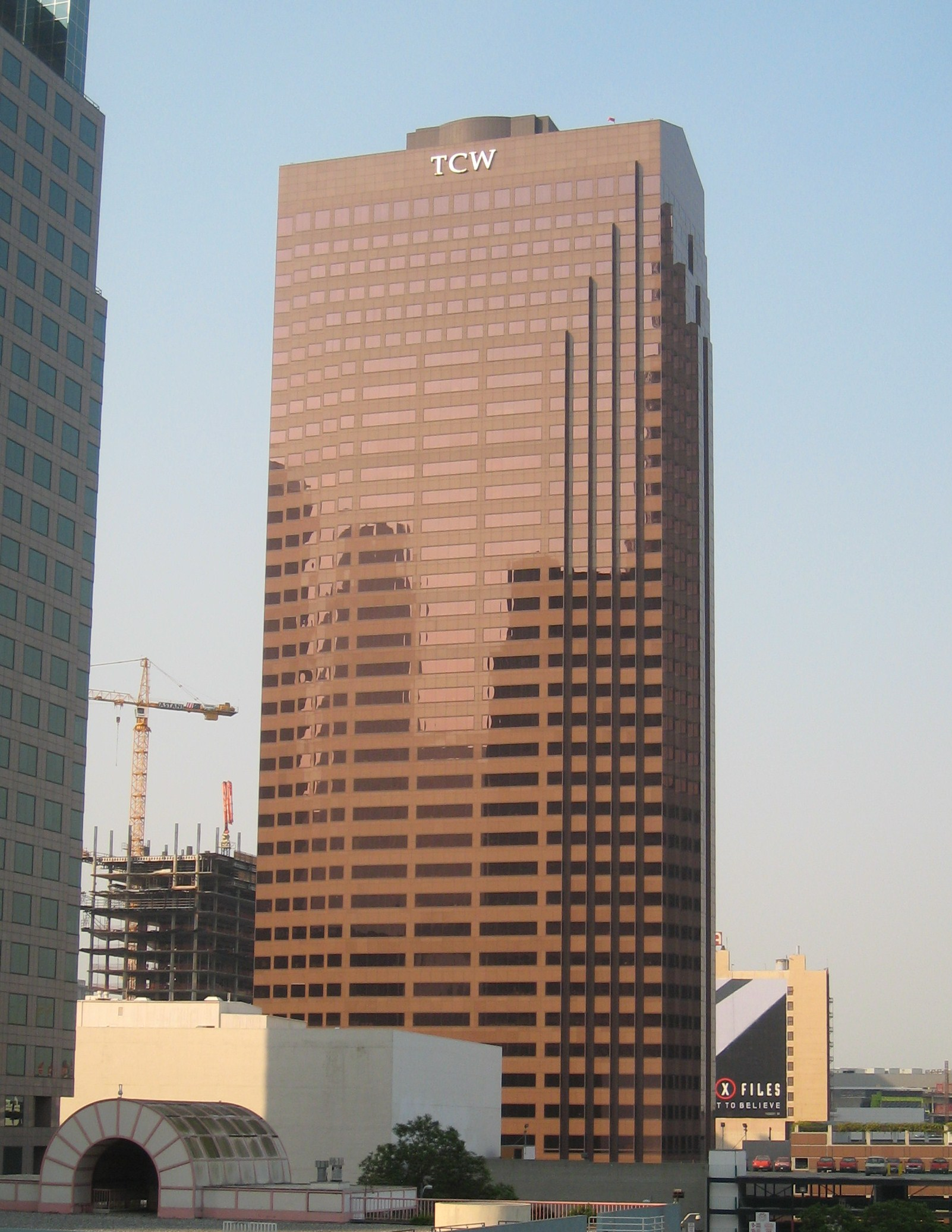
Le TCW Tower de Los Angeles en 2008.

## Description
C'est une tour de 37 étages pour 157,58 mètres de haut, située dans le quartier des finances de Los Angeles en Californie. C'est le 24e plus haut bâtiment de la ville. Le bâtiment a été achevé en 1990. Avec son concepteur, Albert C. Martin &amp; Associates, ils reçoivent cette année-là le « Outstanding Structural Design Award » décerné par le Los Angeles Tall Building Structural Design Council.